# Die Eiserne Lady
Die Eiserne Lady (Originaltitel: The Iron Lady) ist ein Spielfilm der britischen Regisseurin Phyllida Lloyd aus dem Jahr 2011. Die Filmbiografie behandelt das Leben der britischen Premierministerin Margaret Thatcher (dargestellt von Meryl Streep) und basiert auf einem Originaldrehbuch von Abi Morgan.
Das Filmdrama wurde Ende Dezember 2011 in den Vereinigten Staaten uraufgeführt. Der deutsche Kinostart war der 1. März 2012. Hauptdarstellerin Meryl Streep wurde für ihre darstellerische Leistung u. a. mit dem Golden Globe Award und dem Oscar ausgezeichnet. Der Film spielte bisher weltweit rund 115 Mio. US-Dollar ein. Da die Produktionskosten nur etwa 13 Mio. US-Dollar betrugen, war der Film aus wirtschaftlicher Sicht erfolgreich.

## Handlung
England, im Jahr 2011: Margaret Thatcher – gezeichnet von Alter und Demenz – kauft in einem kleinen Lebensmittelgeschäft ein. Dort wird die frühere Premierministerin Großbritanniens von anderen Kunden nicht erkannt und auf dem Weg zur Kasse einfach beiseite gedrängt. Wieder zu Hause angekommen, macht sie Frühstück für sich und ihren im Jahr 2003 verstorbenen Ehemann Denis, dessen Anwesenheit sie halluziniert. Später sortiert Thatcher Sachen von Denis aus, die sie plant wegzugeben. Dabei führt sie Gespräche mit dem in ihrer Vorstellung noch lebendigen Gatten. Thatchers Assistentin bemerkt dies, als sie mit ihr über das Sicherheitsrisiko sprechen möchte, allein das Haus zu verlassen. Auch signiert die frühere Politikerin fälschlicherweise ein Buch mit ihrem Geburtsnamen Margaret Roberts anstatt mit Margaret Thatcher. Daraufhin wird entschieden, dass sie einen Arzt aufsuchen soll. Diesem gibt Thatcher aber zu verstehen, dass alles mit ihr in Ordnung sei, und hält ihm einen Vortrag darüber, dass nicht nach Gefühlen gefragt, sondern die Menschen mehr an Gedanken und Ideen interessiert sein sollten. Am nächsten Tag wacht sie allein in ihrem Bett auf, umgeben von den auf Haufen gestapelten Sachen ihres verstorbenen Ehemanns. Thatcher erhält Besuch von ihrer Tochter Carol, die fragt, ob jemand kommen soll, um sie zu frisieren. Daraufhin fragt Thatcher Carol, warum sie es nicht selbst täte, und verlässt den Raum.
Wiederholt beginnt sich Thatcher in Alltagssituationen an Begebenheiten aus ihrer Vergangenheit zu erinnern, die zum Großteil um ihren toten Ehemann kreisen. Sie erinnert sich an die Luftschlacht um England, die sie in ihrer Heimatstadt Grantham erlebte, die Entscheidung, am Somerville College, Oxford, zu studieren, sowie an eine politische Rede ihres Vaters, die sie für die Politik begeisterte. Nach ihrem Studium versucht sich die junge Margaret in der Lokalpolitik. Während einer Dinnerparty beteiligt sie sich an den politischen Diskussionen ihrer männlichen Gesprächspartner, wird aber dennoch aufgefordert, sich – wie seinerzeit auf Dinnerparties üblich – nach dem Essen gemeinsam mit den anderen Frauen zurückzuziehen. Später erhält sie Zuspruch von dem ebenfalls anwesenden Denis Thatcher, der sie auch nach ihrer gescheiterten Wahl für einen Parlamentssitz tröstet und ihr einen Heiratsantrag macht. Margaret akzeptiert unter der Bedingung, sie bei einer möglichen politischen Karriere zu unterstützen; sie wolle nicht als Hausfrau enden, die in der Küche Teetassen spült. Tatsächlich gewinnt die Mutter von Zwillingen 1959 einen Parlamentssitz. In dem von Männern dominierten Parlament, „Tollhaus“ genannt, wird sie unter die Fittiche von Airey Neave genommen. Als Kultus- und Wissenschaftsministerin im Kabinett von Edward Heath hält sie in den 1970er-Jahren einige temperamentvolle Reden vor dem Parlament, wird jedoch teilweise von den Abgeordneten wegen ihrer erregten hohen Stimme verlacht. Auch korrigiert Thatcher während einer Kabinettssitzung den Premierminister Heath und zieht bei einem Stromausfall – als Reaktion auf Gewerkschaftsstreiks wegen Finanzeinsparungen ausgelöst – eine Taschenlampe aus ihrer Handtasche, während die Männer hilflos im Dunkeln sitzen.
Am Tag, als sie ihrer Tochter erste Fahrstunden gibt, eröffnet sie ihrem Ehemann, für den Parteivorsitz der Conservative Party kandidieren zu wollen. Denis ist dagegen und begibt sich auf eine kurze Geschäftsreise nach Südafrika. Als er einige Tage später wieder zurückkehrt, muss er feststellen, dass Margaret seine Abwesenheit gar nicht bemerkt hat. Mit Hilfe von Beratern, die ihr Erscheinungsbild verändern und ihr Stimmunterricht geben, gelingt es ihr tatsächlich, den Parteivorsitz zu erringen und zur ersten weiblichen Regierungschefin eines westlichen Landes gewählt zu werden. Wenig kompromissbereit, sinkt jedoch Thatchers Popularität bei der Bevölkerung. Erst der gewonnene Falklandkrieg gegen Argentinien, den sie mit harter Hand geführt hatte, lässt ihre Beliebtheit wieder steigen. Zudem führt inzwischen die zunächst unpopuläre Reform- und Konsolidierungspolitik zu einem Wirtschaftsaufschwung. Auch überlebt sie gemeinsam mit Denis ein Bombenattentat in Brighton. Anfang der 1990er Jahre bringt sie jedoch ihre Partei gegen sich auf, als sie ihren dienstältesten Minister Geoffrey Howe aufgrund von Fehlern in einem Zeitplan während einer Sitzung vor den anwesenden männlichen Kabinettsmitgliedern bloßstellt. Howe tritt in der Folge zurück und Michael Heseltine macht Thatcher den Parteivorsitz streitig. In Abwesenheit verfehlt sie die Wiederwahl zur Parteivorsitzenden knapp. Sie gibt ihren Rücktritt bekannt und verlässt mit Denis den Amtssitz 10 Downing Street. Durch ihre Unterstützung wird John Major anstelle von Heseltine neuer Premierminister.
Der Film endet mit der alten Margaret Thatcher am Frühstückstisch. Sie überlegt, ihre benutzte Teetasse abzuwaschen, was sie schließlich auch tut.

## Weiteres
Der Film zeigt in kurzen Ausschnitten wichtige Ereignisse der Geschichte während Thatchers Amtszeit: den britischen Bergarbeiterstreik 1984/1985, die Unruhen in Nordirland, den irischen Hungerstreik von 1981, den Falkland-Krieg 1982 und den Berliner Mauerfall am 9. November 1989.
Das Attentat auf Airey Neave wird historisch nicht korrekt als persönliches Erlebnis von Thatcher dargestellt. Thatcher war nicht in unmittelbarer Nähe beim Anschlag, sondern nahm anderweitige Verpflichtungen wahr.

## Kritik
Auf Rotten Tomatoes hatte der Film 52 % positive Stimmen, nach der Auswertung von 235 Kritiken. Karen Sue Smith vom America Magazine kritisierte, dass der Film wenig Augenmerk auf den Zusammenhang zwischen Mensch und Politik legte.
Der Daily Telegraph lobte Streeps Darstellung der alternden Thatcher. Roger Ebert lobte Streeps Leistung, fand den Film aber orientierungslos. Er gab ihm zwei von vier Sternen.
Weder Thatcher noch ihre Kinder sahen den Film.

## Auszeichnungen
Meryl Streep erhielt für ihr Porträt der Margaret Thatcher mehrere Auszeichnungen. Bei der Oscarverleihung 2012 folgten Siege für Streep und das beste Make-up. Es war die 17. Oscar-Nominierung und die dritte Auszeichnung für die US-amerikanische Schauspielerin.
| Preis                                         | Kategorie                           | Nominierte/r                                   | Resultat    |
| --------------------------------------------- | ----------------------------------- | ---------------------------------------------- | ----------- |
| Oscar                                         | Beste Hauptdarstellerin             | Meryl Streep                                   | Gewonnen    |
| Oscar                                         | Bestes Make-up und beste Frisuren   | Mark Coulier und J. Roy Helland                | Gewonnen    |
| AACTA International Award                     | Beste Hauptdarstellerin             | Meryl Streep                                   | Gewonnen    |
| British Academy Film Award                    | Beste Hauptdarstellerin             | Meryl Streep                                   | Gewonnen    |
| British Academy Film Award                    | Bestes Originaldrehbuch             | Abi Morgan                                     | Nominierung |
| British Academy Film Award                    | Bester Nebendarsteller              | Jim Broadbent                                  | Nominierung |
| British Academy Film Award                    | Beste Maske                         | Marese Langan, Mark Coulier und J. Roy Helland | Gewonnen    |
| Boston Society of Film Critics                | Beste Hauptdarstellerin             | Meryl Streep                                   | Nominierung |
| Critics’ Choice Movie Award                   | Beste Hauptdarstellerin             | Meryl Streep                                   | Nominierung |
| Critics’ Choice Movie Award                   | Bestes Make-up                      | Marese Langan                                  | Nominierung |
| Central Ohio Film Critics Association         | Beste Hauptdarstellerin             | Meryl Streep                                   | Nominierung |
| Chicago Film Critics Association              | Beste Hauptdarstellerin             | Meryl Streep                                   | Nominierung |
| Dallas-Fort Worth Film Critics Association    | Beste Hauptdarstellerin             | Meryl Streep                                   | Nominierung |
| Denver Film Critics Society                   | Beste Hauptdarstellerin             | Meryl Streep                                   | Gewonnen    |
| Golden Globe Award                            | Beste Hauptdarstellerin – Drama     | Meryl Streep                                   | Gewonnen    |
| Irish Film and Television Award               | Beste internationale Schauspielerin | Meryl Streep                                   | Nominierung |
| Irish Film and Television Award               | Bestes Kostümdesign                 | Consolata Boyle                                | Gewonnen    |
| London Critics’ Circle Film Award             | Beste Hauptdarstellerin             | Meryl Streep                                   | Gewonnen    |
| London Critics’ Circle Film Award             | Beste britische Darstellerin        | Olivia Colman                                  | Gewonnen    |
| National Society of Film Critics              | Beste Hauptdarstellerin             | Meryl Streep                                   | Nominierung |
| New York Film Critics Circle                  | Beste Hauptdarstellerin             | Meryl Streep                                   | Gewonnen    |
| New York Film Critics Online                  | Beste Hauptdarstellerin             | Meryl Streep                                   | Gewonnen    |
| Online Film Critics Society Award             | Beste Hauptdarstellerin             | Meryl Streep                                   | Nominierung |
| Phoenix Film Critics Society Award            | Beste Hauptdarstellerin             | Meryl Streep                                   | Nominierung |
| Satellite Award                               | Beste Hauptdarstellerin             | Meryl Streep                                   | Nominierung |
| Screen Actor Guild Award                      | Beste Hauptdarstellerin             | Meryl Streep                                   | Nominierung |
| Southeastern Film Critics Association Award   | Beste Hauptdarstellerin             | Meryl Streep                                   | Gewonnen    |
| Toronto Film Critics Association Award        | Beste Hauptdarstellerin             | Meryl Streep                                   | Nominierung |
| Washington D.C. Area Film Critics Association | Beste Hauptdarstellerin             | Meryl Streep                                   | Nominierung |